# Модуль всебічного стиску

Ілюстрація всебічного стиску

Мо́дуль всебі́чного сти́ску — характеристика пружних властивостей ізотропних середовищ, один із модулів пружності. 

## Загальний опис
Він характеризує здатність матеріалу чинити опір зміні об'єму, яка не супроводиться зміною форми і визначається відношенням величини нормального напруження σ до величини відносного об'ємного стискування ΔV/V, викликаного цим напруженням. Наприклад, у води модуль всебічного стиску становить 2000 МПа — це означає, що для зменшення об'єму води на 1% слід прикласти зовнішній тиск 20 МПа.
Модуль всебічного стиску зазвичай позначається латинською літерою K і вимірюється в Па. Зважаючи на характерні значення модуля зручною одиницею вимірювання є мегапаскаль або гігапаскаль.
Пружні властивості середовищ описуються різними модулями, залежно від виду деформації і прикладених сил. Для газів і рідин характерною деформацією є всебічний або гідростатичний стиск. Згідно із законом Паскаля тиск в рідині чи газі діє однаково у всі сторони.
Тверде тіло теж можна стиснути з усіх боків, помістивши його в рідину.
Модуль всебічного стиску визначається для газів та рідин, як
{\displaystyle K=-V\left({\frac {\partial p}{\partial V}}\right)_{T}},
де V — об'єм, p — гідростатичний тиск.
Модуль всебічного стиску завжди додатній.

## Зв'язок із іншими модулями пружності
Наступна формула встановлює співвідношення модуля всебічного стиску із характеристиками одновісної деформації ізотропних твердих тіл.
{\displaystyle K={\frac {E}{3(1-2\nu )}}}
де E — модуль Юнга, ν — коефіцієнт Пуассона.